# Marlen Reusserová
Marlen Reusser (* 20. září 1991) je švýcarská profesionální silniční cyklistka jezdící za UCI Women's WorldTeam Alé BTC Ljubljana. Zúčastnila se letních olympijských her 2020, na nichž získala stříbrnou medaili v individuální časovce.
Od sezóny 2021 Reusserová jezdí za tým Alé BTC Ljubljana po kolapsu jejího předchozího týmu Équipe Paule Ka.

## Osobní život
Marlen Reusserová vyrostla ve farmářské rodině ve švýcarském Emmentalu. Do svých 16 let hrála na housle a účastnila se programu na podporu kultury od Univerzity umění v Bernu. Ve škole běhala, ale po sérii zranění kotníku se přesunula k plavání a cyklistice. V letech 2008 a 2009 zastávala funkci předsedkyně bernských Mladých zelených. Po maturitě studovala lékařství a pracovala jako pomocný doktor při operacích. V letech 2017 a 2018 byla členkou Emmentalské strany zelených. Během přípravy na mistrovství světa 2018 v Innsbrucku pracovala na půl úvazku jako lékařka v nemocnici v Langnau.

## Hlavní výsledky
2017
Národní šampionát
 vítězka časovky
2. místo silniční závod
2019
Národní šampionát
 vítězka časovky
Evropské hry
 vítězka časovky
vítězka Lublaň–Domzale–Lublaň TT
4. místo SwissEver GP Cham–Hagendorn
The Princess Maha Chackri Sirindhorn's Cup
5. místo celkově
2020
Národní šampionát
 vítězka časovky
Mistrovství světa
 2. místo časovka
Mistrovství Evropy
 2. místo smíšená týmová časovka
 3. místo časovka
2021
Mistrovství Evropy
 vítězka časovky
7. místo silniční závod
Národní šampionát
 vítězka časovky
 vítězka silničního závodu
Olympijské hry
 2. místo časovka
Mistrovství světa
 2. místo časovka
Holland Ladies Tour
2. místo celkově
vítězka 2. etapy (ITT)
Challenge by La Vuelta
2. místo celkově
vítězka 1. etapy
Kolem Norska
4. místo celkově
9. místo Kolem Flander